# Juan Sebastián Elcano

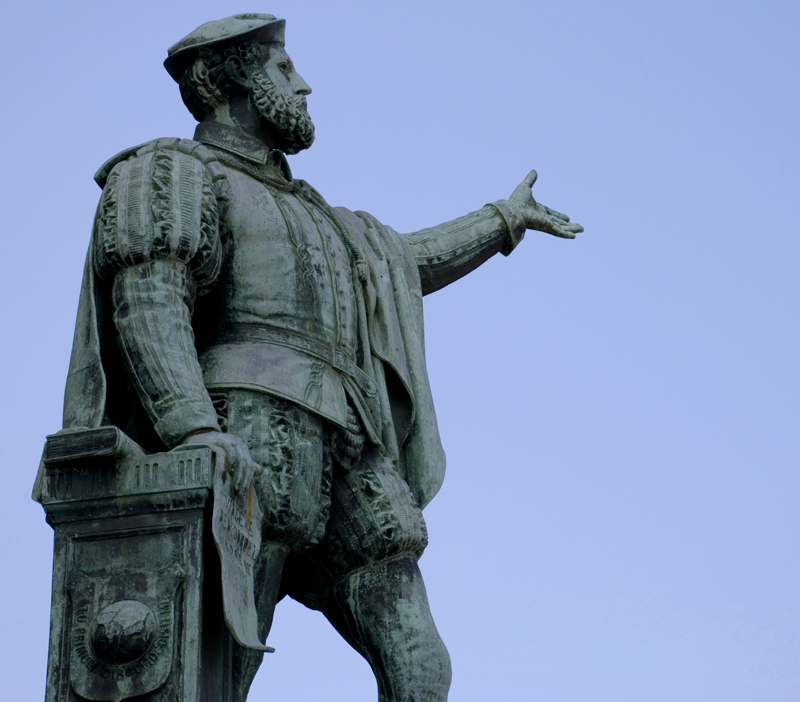
Juan Sebastián Elcano szobra szülővárosában

Juan Sebastián Elcano (Spanyolország, Getaria, 1486/1487 – Csendes-óceán, 1526. augusztus 4.) baszk származású spanyol felfedező, aki Magellán Föld körüli útja során először hajózta körül a Földet. Az ő irányításával tért vissza az expedíció Spanyolországba 1522. szeptember 6-án, mivel Magellán meghalt az út során. Fáradozásaiért egy címert kapott a latin Primus circumdedisti me (magyarul: "Te jártál körül először engem") felirattal és évi nyugdíjat. A második expedíció során vesztette életét.

## Első útja
Eleinte kalandor volt és különböző csatákban vett részt, majd 1509-től egy kereskedelmi hajó kapitányaként tevékenykedett. Mivel megsértette a spanyol törvényeket és adósságot halmozott fel, hajóját átadták egy genovai bankárnak. Kegyelemben csak akkor részesülhetett, ha részt vesz Magellán expedícióján, amely a Csendes-óceán felé keresett átjárót és a Fűszer-szigeteket próbálta meg elérni keletről. Az út során lázadást szított Patagóniában, amely sikertelennek bizonyult és csak öt havi kényszermunka árán menekült meg a kivégzéstől. Ezután az egyik hajó, a Concepción kapitánya lett.
Miután Magellán meghalt a Fülöp-szigeteken egy bennszülöttekkel vívott csatában 1521. április 27-én, ő vette át a flotta felett a parancsnokságot. Ekkor már csak 3 hajójuk volt, de hamarosan az ő hajója is leégett, így már csak a Trinidad és a Victoria tudta folytatni az útját. Miután megérkeztek a Fűszer-szigetekre és feltöltötték a hajókat fűszerekkel, Elcano kettéosztotta a flottát, a Trinidad visszaindult a Csendes-óceánon keresztül, de később a portugálok kifosztották és végül egy vihar végzett vele. A Victoria az ő irányításával az Indiai-óceán felé indult el, amely portugál felségterület volt.
1522. március 18-án felfedezte az Amszterdam-szigetet (Île Amsterdam) a Déli-óceánon, de nem nevezte el. 1522 júliusában kikötött a portugál Zöld-foki-szigeteken, mivel készletei fogytán voltak. A helyi hatóságoknak azt hazudta, hogy spanyol gyarmatokról tart éppen hazafelé. Mire rájöttek a csalásra, a hajó már elhagyta a kikötőt és Spanyolország felé tartott.
1522. szeptember 6-án megérkezett a Victoria a spanyolországi Sanlúcar de Barrameda kikötőjébe 21 túlélővel (4 ázsiai és 17 európai) 78 000 km megtétele után. A fűszerekből nagy vagyonra tett szert, bár a feljegyzések szerint a királyt is kárpótolnia kellett az elveszett hajók miatt. Valójában Magellán maláj szolgája lehetett az első ember, aki körülhajózta a földet, amikor kikötöttek feltételezett szülőföldjén (Fűszer-szigetek), bár pontos származása vitatott, így ez a tény nem bizonyított.
Elcano volt az egyik azok közül a szerencsésen visszatértek közül, akiknek beszámolója alapján írta meg – alig egy hónappal a Victória visszaérkezése után – az expedíció krónikáját V. Károly erdélyi származású titkára, Maximilianus Transylvanus.

## Második útja
1525-ben egy újabb expedícióra indult García Jofre de Loaísa kapitánnyal, amelynek célja a Fűszer-szigetek gyarmatosítása volt. Mindketten meghaltak alultápláltságban az út során 1526-ban.

## Fordítás
- Ez a szócikk részben vagy egészben  a   Juan Sebastián Elcano című angol Wikipédia-szócikk fordításán alapul.  Az eredeti cikk szerkesztőit annak laptörténete sorolja fel. Ez a jelzés csupán a megfogalmazás eredetét és a szerzői jogokat jelzi, nem szolgál a cikkben szereplő információk forrásmegjelöléseként.